# Bolsena
Bolsena je mesto in občina v pokrajini Viterbo v severnem Laciju na vzhodni obali Bolsenskega jezera. To je 10 km severozahodno od Montefiascona in 36 km severozahodno od Viterba. Rimska cesta Via Cassia, današnja cesta SR143, nekaj kilometrov sledi obali jezera in pelje skozi Bolseno.

## Zgodovina
Čeprav je dokaj gotovo, da je mesto naslednik starodavnega rimskega mesta Volsinii (včasih ga imenujemo Volsinii Novi - da bi ga razlikovali od etruščanskega mesta), je znanstveno mnenje ostro razdeljeno glede tega ali je bil Volsinii isti kot starodavno etruščansko mesto Velzna ali Velsuna (včasih imenovano Volsinii Veteres - Stari Volsinii), drugi kandidat je Orvieto, 20 km severovzhodno. George Dennis je opozoril, da mesto Bolsena nima etruščanskih značilnosti; na primer etruščanska mesta so bila zgrajena na zaščitnih pečinah, kjer hriba, na katerem je grad, ni. Rimski zgodovinar Plinij Starejši je zapisal , da je Marsova strela padla na Bolseno, »najbogatejše mestece Toskane« in da je mesto v celoti požgala. Prebivalstvo se je preselilo na drugo mesto, za katerega je Dennis menil, da je Bolsena. Novo mesto je dobilo ime po starem, zato ima rimska Bolsena etruščansko ime. Dennis predlaga številne pečine na območju, vključno z Orvietom, vendar ne podpira Orvieta, ker je predaleč. 

## Etruščanske grobnice
V bližini Bolsene so našli številne etruščanske grobnice. Pogrebni predmeti iz teh grobnic so zdaj v Italiji in tujini, vključno z lepo zbirko v Britanskem muzeju.

## Čudež
Bolsena je znana po čudežu, za katerega pravijo, da se je zgodil leta 1263 v baziliki sv. Kristine, ko je češki duhovnik v dvomu o pretvorbi, poročal o krvavitvi iz hostije, ki jo je posvetil pri maši. Stolnica v  Orvietu je bila na koncu zgrajena v spomin na čudež in namestila korporal iz  Bolsene v relikviarij, ki ga je naredil sienski zlatar Ugolino di Vieri v letih 1337-1338.

Znana Rafaelova freska in njegove šole v vatikanskih stancah prikazuje dogodek.

## Baza US Navy
Ameriška mornarica je 21. februarja 1918 ustanovila mornariško letalsko bazo za upravljanje morskih letal med prvo svetovno vojno. Baza so zaprli kmalu po prvem premirju v Compiègneju.

## Partnerska mesta
- Nemčija Volkertshausen, Baden-Württemberg
- Španija Lloret de Mar, Katalonija
- Italija Sepino, Molise

## Znamenitosti
- Srednjeveški grad, Rocca Monaldeschi della Cervara, s štirimi pravokotnimi stolpi se dviga na hribu, ki tvori zgodovinsko središče [8]. Od leta 1991 je muzej Museo Territoriale del Lago di Bolsena z etruščanskimi, rimskimi in srednjeveškimi oddelki; glavne sestavine so izdelki etruščanske obrti, rimski napisi in srednjeveška keramika [9].
- Neposredno pod gradom stoji Palazzo Crispi-Cozza-Del Drago, ki je bila zgrajena sredi 16. stoletja kot sedež papeških glavarjev v provinci Patrimonio; v notranjosti ima cikel fresk v slogu manierizma.
- Cerkev sv. Kristine [10], sestavljena iz treh cerkva druga ob drugi, ki spadajo v srednji vek in renesanso in vključujejo pred- in zgodnjekrščansko katakombo, ki velja za prvotno pokopališče sv. Kristine: vsebuje njen domnevni sarkofag, starinsko ploščo z njenimi domnevnimi odtisi nog in razdrobljeno oltarno ploščo čudeža Corpus Christi.
- poznogotska cerkev sv. Frančiška z obsežnimi freskami iz obdobja gradnje in renesanse, ki je zdaj prireditvena soba.
- Palazzo Ranieri iz leta 1299, ki jo je kardinal Teodoro Ranieri zgradil kot družinsko palačo.
- Cerkev in frančiškanski samostan Santa Maria del Giglio iz leta 1626, danes namestitev romarjev na Via Francigena.
- Fontana di San Rocco, vodnjak iz leta 1835 z uporabo prejšnjih renesančnih elementov.
- Dvoje renesančnih vrat iz leta 1548 in 1550, ki jih je zgradil kardinal Tiberio Crispo, sorodnik papeža Pavla III.
- Ruševine rimskega mesta Volsinii Novi na Piazzi del Mercatello z ostanki foruma, dva templja, termalna kopel, latrine, vodovod, stanovanjski prostor, amfiteater in stavbe mestne uprave.
- Zunaj Bolsene je kapela Madonne del Cacciatore z obsežnim renesančnim ciklom fresk.

- Cerkev sv. Kristine
- Bolsena ob Bolsenskem jezeru
- Misterij sv. Kristine
- Misterij sv. Kristine
- Zgodovinski oltar v cerkvi sv. Kristine